# Bathyphantes sarasini
Bathyphantes sarasini är en spindelart som beskrevs av Lucien Berland 1924. Bathyphantes sarasini ingår i släktet Bathyphantes och familjen täckvävarspindlar.
Artens utbredningsområde är Nya Kaledonien. Inga underarter finns listade.